# سكوت تشيري
سكوت تشيري (بالإنجليزية: Scott Cherry)‏ هو مدرب كرة سلة أمريكي، ولد في 18 فبراير 1971 في بالستون في الولايات المتحدة.